# Bidens aurea
Bidens aurea là một loài thực vật có hoa trong họ Cúc. Loài này được (Aiton) Sherff mô tả khoa học đầu tiên năm 1915.